# Dominik Piotr Karwosiecki
Dominik Piotr Karwosiecki herbu Lubicz OFMConv (ur. 1728, zm. 18 marca 1789) – polski biskup rzymskokatolicki, franciszkanin, biskup bakowski.

## Życiorys
W 1746 r. wstąpił do zakonu franciszkanów. Przebywał we Lwowie jako kustosz tamtejszej kustodii i profesor studium teologicznego (1757) oraz gwardian klasztoru (1760). W 1772 r. został prowincjałem ruskiej prowincji zakonu. 9 maja 1774 za zgodą króla Stanisława Augusta Poniatowskiego został prekonizowany na biskupstwo tytularne Byblus i koadiutora bpa Jezierskiego.
Sakrę biskupią przyjął 1 czerwca 1775 r. w Dunajowie. Po śmierci Jezierskiego objął rządy w diecezji (1782) jako ostatni Polak na urzędzie biskupów bakowskich. Wykazał dużą troskę o diecezję, wizytując wszystkie wchodzące w jej skład parafie. Za jego rządów część diecezji (Bukowina) została włączona do archidiecezji lwowskiej w 1786 r.